# Molophilus (Molophilus) marthae
Molophilus (Molophilus) marthae is een tweevleugelige uit de familie steltmuggen (Limoniidae). De soort komt voor in het Neotropisch gebied.